# 크리스티안 다니엘 레데스마
크리스티안 다니엘 레데스마(이탈리아어: Cristian Daniel Ledesma, 1982년 9월 24일 ~ )는 아르헨티나에서 태어난 이탈리아의 전 축구 선수로서, 현역 시절 포지션은 중앙 미드필더였다.

## 축구인 경력

### 선수 경력
부에노스아이레스에서 태어나 아르헨티나의 명문 클럽 보카 주니어스의 유소년 팀에서 축구를 시작한 레데스마는 레체의 레이더망에 포착되어 2001년 레체와 프로 계약을 체결하였다. 레체가 세리에 B로 강등된 2002-03 시즌 주전으로 도약하여 29경기에 출전하며 팀의 승격에 공헌하였다. 승격된 후에도 계속 주전으로 활약하며 2005-06 시즌까지 레체에서 리그 126경기에 출전하였다. 하지만 2005-06 시즌 팀이 또다시 세리에 B로 강등되자 새로운 팀을 물색하였고 라치오로 이적하였다.
시즌 초반 고전하는 듯 하였으나 이내 제 컨디션을 되찾고 주전 미드필더로 활약하였으며 AS 로마와의 라이벌 전에서는 25m 중거리 슛을 골로 연결시키며 새 팀의 팬들에게 깊은 인상을 남기기도 하였다. 2009-10 시즌 인테르나치오날레과 AC 밀란 등 리그 내 강팀들로부터 러브콜을 받고 팀에 떠나고 싶다는 입장을 밝혔으나 라치오가 이를 거부하며 팀과의 갈등이 시작되었다. 리그 내 라이벌 팀에게 핵심 선수를 내주고 싶지 않았던 라치오는 레데스마의 요구를 거절하였고 해외 클럽으로의 이적을 권유하였으나 레데스마는 리그 내 이적을 고수하였다. 라치오는 이에 격분하여 레데스마와 같은 입장에 있던 고란 판데프와 함께 레데스마를 전반기 내내 출전시키지 않았다. 결국 판데프는 인테르로 이적하였고 레데스마는 이적을 포기하고 팀에 잔류하기로 결정하였다.

## 그 외
2008년 이탈리아 국적의 여자와 결혼한 후 이탈리아 이중국적을 취득하였다.